# النيابة العامة (مصر)

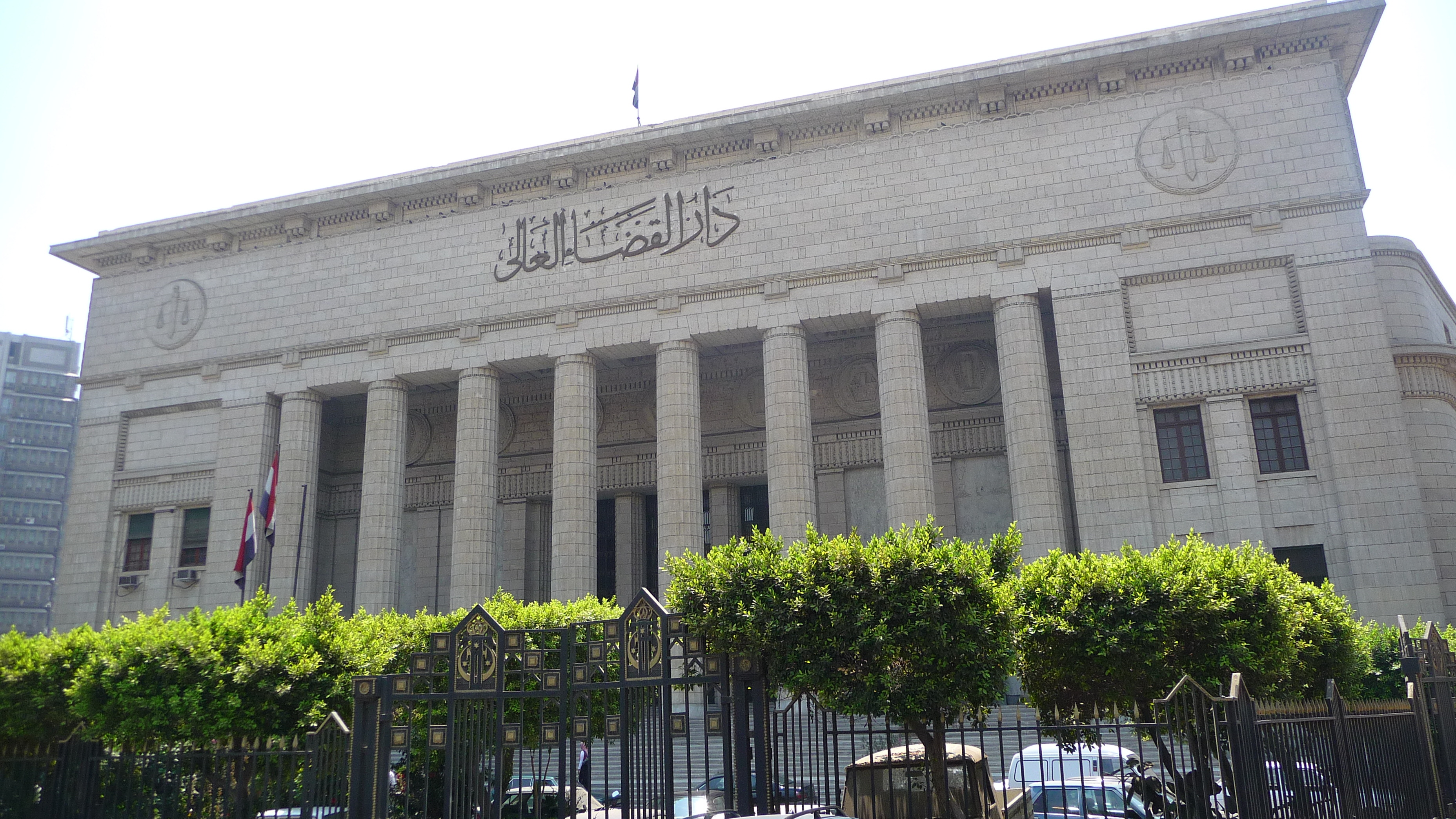
دار القضاء العالي بالقاهرة، حيث يقع مكتب النائب العام المصري

النيابة العامة المصرية هي جهة قضائية في مصر تكون مهمتها إقامة الدعوى العامة ومباشرة إجراءاتها أمام الجهات والمحاكم المختصة بذلك، وتنتهي مهمتها، بالنسبة للدعوى العامة، بصدور حكم بات فيها من المحاكم سواء بالإدانة أو بالبراءة. فهي منظمة متخصصة تمثّل المجتمع وتنوب عنه في مطالبة القضاء بالتطبيق الصحيح لأحكام قانون العقوبات وتوقيع الجزاء الجنائي على المتّهم؛ وذلك بمباشرة الدعوى الجنائية التي تحتكرها لنفسها.

## طبيعتها
باعتبار أن الحفاظ على المجتمع يقتضي تطبيق القانون ومعاقبة من يخالفه، وباعتبار أن النيابة العامة هي الممثلة للمجتمع المصري ونائبة عنه، تكون وحدها من له أن يباشر الدعوى الجنائية ومتابعة سيرها أمام القضاء حتى يصدر فيها حكم نهائي؛ وذلك بغرض ضمان التطبيق الصحيح لقانون العقوبات المصري. فالعمل على التطبيق الصحيح للقانون هو الغاية الأساسية لوجود النيابة العامة، سواء كان ذلك بالتمسك بإدانة المتهم أو التمسك ببراءته، فالنيابة العامة ليست بالضرورة خصماً للمتهم كما هو شائع عنها.
وبالنظر إلى كون النيابة العامة ممثلة عن المجتمع المصري في صحة تطبيق أحكام قانون العقوبات، فإنها لا تملك الحق في عدم تحريك الدعوى الجنائية، ولا الحق في عدم رفع الدعوى إلى القضاء عن طريق التصالح مع المتهم في غير الأحوال التي يجيز فيها القانون المصري ذلك، ولا الحق في عدم مباشرة الدعوى (سواء بالتنازل عن طريق من طرق الطعن في الحكم قبل انقضاء مواعيدها، أو بالتنازل عن الطعن بعد تقريره)، ولا الحق في وقف أو تعطيل سير الدعوى الجنائية في غير الأحوال التي أجاز فيها القانون المصري ذلك. لأن النيابة إذا قامت بتصرف من هؤلاء، فإنها تخرج بذلك عن حدود تمثيلها للمجتمع؛ وبالتالي يعد تصرفها باطلاً. وقد حدد القانون الحالات التي يتم فيها تنازل المجتمع عن الدعوى الجنائية ووقف وتعطيل سيرها بقوة القانون؛ مثل: حالات العفو، والتقادم، والتصالح مع المتهم. ومن تلك الحالات أيضاً: قيام النيابة العامة بإصدار أمر بالحفظ بناءً على محضر جمع استدلالات، أو إصدار قرار بألا وجه لإقامة الدعوى.

## اختصاصاتها

### تحريك الدعوى الجنائية
تحريك الدعوى الجنائية يعني افتتاح الدعوى والبدء في إجراءاتها، ويتم ذلك عندما تعلم النيابة العامة بوقوع الجريمة. والأصل أن النيابة العامة تحتكر سلطة تحريك الدعوى الجنائية، إلا أن المشرع المصري قد منح تلك السلطة استثناءً لمحكمة النقض، وكذلك لبقية أنواع المحاكم، بما فيها محاكم الجنايات، بالنسبة لجرائم الجلسات. من ناحية أخرى، لا تستطيع النيابة العامة تحريك الدعوى الجنائية تجاه بعض الأحوال التي تُشترَط فيها شكوى المجني عليه بنفسه أو طلبه أو إذنه.

وإذا كانت النيابة العامة، بحسب الأصل، هي صاحبة الحق في تحريك الدعوى الجنائية، فإنها غير مُلزَمة بتحريك الدعوى تجاه كل جريمة تصل إلى علمها، بل تقوم بتحريك الدعوى الجنائية إذا ارتأت أنه من الملائم أن تتولى ذلك بنفسها. والسبب في ذلك أن النيابة العامة المصرية تخضع، في مباشرتها لسلطاتها، لمبدأ الملاءمة، لا لمبدأ الشرعية. وينص قانون الإجراءات الجنائية المصري على أنه: 
| النيابة العامة (مصر) | إذا رأت النيابة العامة أن لا محل للسير في الدعوى، تأمر بحفظ الأوراق. | النيابة العامة (مصر) |

والفكرة هنا هي أنه طالما كانت النيابة العامة هي من ينوب عن المجتمع في تطبيق قانون العقوبات، فإنه من حقها أن تستخدم سلطتها التقديرية في الموازنة بين مصلحة المجتمع وبين تحريك الدعوى الجنائية على مرتكب الجريمة: فإذا رأت النيابة أنه من مصلحة المجتمع أن يُعاقَب مرتكب الجريمة جنائياً، فإنها تقوم بتحريك الدعوى الجنائية ضده. وعلى العكس، إذا رأت النيابة العامة أن هناك ضرر قد يعود على المجتمع من المعاقبة تجاه حالة معينة، فإنه للنيابة العامة ألا تقوم بتحريك الدعوى الجنائية في تلك الحالة.

### رفع الدعوى الجنائية
النيابة العامة المصرية وحدها هي صاحبة الاختصاص برفع الدعوى الجنائية أمام القضاء، سواء بنفسها أو بمن تنتدبهم لذلك من قضاة التحقيق؛ وذلك بطريقتين: الأولى، هي تكليف المتهم بالحضور مباشرةً أمام المحكمة. والثانية، أن تُحيل المتهم إلى المحكمة. ويجوز للنيابة العامة، في مواد الجنح والمخالفات، أن تدمج سلطتها في تحريك الدعوى الجنائية مع سلطتها في رفع الدعوى الجنائية في إجراء واحد؛ هو: تكليف المتهم مباشرةً بالحضور أمام المحكمة. ولكن لا يجوز ذلك في مواد الجنايات؛ لأن التحقيق الابتدائي، الذي تجريه النيابة العامة عند تحريكها للدعوى الجنائية، يعد شرطاً لصحة المحاكمة في مواد الجنايات، بعكس مواد الجنح والمخالفات التي لا يشترط فيها إجراء تحقيق ابتدائي قبل رفع الدعوى أمام القضاء.

ومثلما أن النيابة العامة تخضع لمبدأ الملائمة في سلطتها في تحريك الدعوى الجنائية، فإنها أيضاً تخضع للمبدأ ذاته في سلطتها في رفع الدعوى الجنائية. فلها أن ترفع الدعوى إلى المحكمة المختصة، إذا رأت أن ذلك في مصلحة المجتمع، أو لا ترفعها وتصدر أمراً بألا وجه لإقامة الدعوى، وبالنسبة للجنايات، فلا يصدر الأمر بألا وجه لإقامة الدعوى إلا من المحامي العام أو ممن يقوم مقامه. وينص قانون الإجراءات الجنائية المصري على أنه: 
| النيابة العامة (مصر) | إذا رأت النيابة العامة بعد التحقيق أنه لا وجه لإقامة الدعوى تصدر أمراً بذلك وتأمر بالإفراج عن المتهم المحبوس ما لم يكن محبوساً لسبب آخر ولا يكون صدور الأمر بألا وجه لإقامة الدعوى في الجنايات إلا من المحامي العام أو من يقوم مقامه. ويجب أن يشمل الأمر على الأسباب التي بُني عليها ويعلن الأمر للمدعى بالحقوق المدنية وإذا كان قد توفى يكون الإعلان لورثته جملة في محل إقامته. | النيابة العامة (مصر) |

وإذا كان الأصل العام أن النيابة العامة هي التي تختص برفع الدعوى إلى القضاء، فإنه يجوز للمدّعي بالحقوق المدنية، استثناءً، أن يرفع الدعوى الجنائية إلى القضاء؛ عن طريق تكليف المتهم مباشرةً بالحضور أمام المحكمة. كذلك، يجوز للمحاكم تحريك الدعوى الجنائية (ورفعها والفصل فيها، في حالات محددة) بالنسبة لجرائم الجلسات.

### مباشرة الدعوى الجنائية
تستأثر النيابة العامة بالحق في متابعة الدعوى الجنائية أثناء نظر قضاء الحكم لها ريثما يصدر فيها الحكم البات، وهذا الحق أورده القانون للنيابة العامة دون أية استثناءات؛ وذلك على أساس لأنه لا يصلح إلزام النيابة العامة بممارسة رخصة أتاحها القانون لها؛ فالنيابة العامة تمارس هذا الحق بما تراه ملائماً لأغراض الدعوى الجنائية. ولا يتأثر حق النيابة في التفرّد بمباشرة الدعوى الجنائية حتى في تلك الحالات التي تتقيّد فيها حريتها في تحريك الدعوى الجنائية (بقيد الشكوى أو الإذن أو الطلب)، ورُفِعَ هذا القيد لسبب ما؛ لأنها ستسترد حقها بعد رفع القيد، وستتمكّن من تحريك الدعوى أو الأمر بحفظ الأوراق. أيضاً، لا يتأثر حق النيابة العامة في المباشرة المتفرّدة في تلك الحالات التي أجاز المشرّع المصري فيها للمدعي بالحقوق المدنية، أو للمحاكم، رفع الدعوى الجنائية أمام القضاء.

### اختصاصات أخرى
بالإضافة إلى ما سبق، تتولّى النيابة العامة عدداً من الاختصاصات الأخرى التي نصّت عليها القوانين؛ وأهمها:
1. الإشراف على السجون وغيرها من الأماكن التي تنفذ فيها الأحكام الجنائية؛ وذلك بزيارتها والإطلاع على دفاترها والاتصال بأي محبوس فيها.[15][16][34]
2. الإذن لرجال السلطة العامة بالاتصال بالمحبوسين في السجون.[15][34][35]
3. الإشراف الوظيفي على مأموري الضبط القضائي فيما يتعلّق بأعمال وظيفتهم.[15][16][34]
4. الإشراف على الأعمال المتعلقة بنقود المحاكم.[15][16][34]
5. الإشراف على تحصيل وحفظ وصرف الغرامات، وسائر أنواع الرسوم، المقررة بالقوانين في المواد الجنائية والمدنية والأحوال الشخصية، وكذلك الأمانات والودائع.[15][16][34] وتخضع في ذلك لرقابة وزارة العدل المصرية.[15][16][34]
6. رفع الدعاوى المدنية في الأحوال التي ينص عليها القانون، والتدخل الوجوبي والجوازي في الحالات المنصوص عليها في المواد 88 و89 و90 من قانون المرافعات.[15][34][35]
7. طلب الحكم بإشهار إفلاس التجار.[15][34][35]
8. تنفيذ الأحكام واجبة التنفيذ في الدعاوى الجنائية.[15][34][35]
9. رعاية مصالح عديمي الأهلية والغائبين، والتحفظ على أموالهم، والإشراف على إدارتها وفقاً لأحكام القانون.[15][34][35]
10. إصدار الأوامر الجنائية في الجنح والمخالفات بالشروط الواردة في قانون الإجراءات الجنائية المصري.[15][34][35]
11. إصدار القرارات في المنازعات على الحيازة؛ بهدف حماية الأمن العام؛ وإعمالاً لبعض أحكام قوانين الأحوال الشخصية.[35][36][37]
12. حضور الجمعيات العمومية للمحاكم، وإبداء الرأي في الأمور المتعلقة بأعمال النيابة العامة، وطلب دعوة الجمعية العمومية لأي محكمة للانعقاد.[35][36][37]
13. إقامة الدعاوى التأديبية على القضاة وأعضاء النيابة العامة، ومباشرتها أمام مجالس التأديب، وإبداء الملاحظات عند طلب نظر إحالة قاض إلى المعاش أونقله إلى وظيفة أخرى إذا فقد أسباب صلاحيته.[36][37][38]
14. عرض الدعاوى المحكوم فيها بالإعدام على محكمة النقض، مع عرض رأيها في هذه الأحكام.[36][37][38]
15. المساهمة في تشكيل المحاكم الجنائية، فإذا تغيّبت النيابة العامة، يبطل تشكيل هذه المحاكم ولا يصبح في مقدورها إصدار أحكام.[36][37][38]

## جهازيها
يجلس النائب العام المصري على قمة الهرم التدريجي للنيابة العامة. وهو من يتولى مباشرة الدعوى الجنائية بنفسه، أو بواسطة أحد أعضاء النيابة العامة، أو بواسطة من يُعيَّن لذلك من خارجها. وتنقسم النيابة العامة إدارياً إلى جهازين: جهاز عام يعمل لدى جميع المحاكم عدا محكمة النقض، وجهاز خاص لا يعمل إلا أمام محكمة النقض فحسب. ويكون لكل جهاز منهما رئيس وعددٍ كافٍ من الأعضاء، لكنهما يخضعان إدارياً لرئاسة وزير العدل.

### الجهاز العام
هو الجهاز الذي يباشر اختصاصات النيابة العامة أمام جميع المحاكم المصرية فيما عدا محكمة النقض. ويترأس النائب العام هذا الجهاز، ويتمتع فيه بالاختصاص العام والشامل على جميع أعضاء النيابة العامة الذين له عليهم الرئاسة الإدارية والقانونية، ويقع مكتب النائب العام في القاهرة. ويقوم ما يسمى بـ«مكتب النائب العام» بمعاونته، وهو مكتب يتكون من: نائب عام مساعد أو أكثر، وعددٍ كافٍ من أعضاء النيابة العامة من مختلف الدرجات الوظيفية.
وتحت إشراف النائب العام، يوجد في كل دائرة من دوائر محاكم الاستئناف في مصر (وعددها 8 محاكم) «محام عام أول» له جميع حقوق واختصاصات النائب العام، بما فيها اختصاصاته الاستثنائية، كما يشرف على «نيابة الاستئناف» التي يديرها «محام عام» أو أكثر بمعاونة عددٍ كافٍ من أعضاء النيابة.
كما توجد «نيابة كلية» في كل محكمة ابتدائية، ويديرها محام عام وعدد من أعضاء النيابة، وهذا تحت إشراف المحامي العام الأول لذى محكمة الاستئناف التي تقع النيابة الكلية في دائرتها. وتحت إشراف المحامي العام، الذي يدير النيابة الكلية، يوجد عدد من «النيابات الجزئية» التي يديرها رئيس نيابة أو وكيل نيابة من الفئة الممتازة على الأقل.
ويجوز للنائب العام المصري أن يصدر قراراً بإنشاء نيابات نوعية متخصصة في نوع معين من الجرائم، وأن يسند إدارتها لمحام عام بمعاونة عدد من أعضاء النيابة العامة. ومن أمثلة تلك النيابات المتخصصة الموجودة في مصر: «نيابة الأموال العامة العليا»، و«نيابة الأسرة»، و«نيابة غسيل الأموال» و«نيابة مكافحة التهرب الضريبي»، و«نيابة أمن الدولة العليا»، و«نيابة الشئون المالية والتجارية».

### الجهاز الخاص (نيابة النقض)
هو أحد جهازي النيابة العامة ويستقل إدارياً عن جهازها العام، ويختص بالقيام باختصاصات النيابة العامة، من مباشرة الدعوى الجنائية، أمام محكمة النقض فقط. وهو يتكون من:
1. مدير، ويتم اختياره من بين مستشاري محكمة النقض أو الاستئناف أو المحامين العامين.[41]
2. عدد كاف من الأعضاء لا تقل درجتهم الوظيفية عن درجة وكيل نيابة من الفئة الممتازة.[41]

ويتم ندب المدير والأعضاء لمدة سنة قابلة للتجديد، وبقرار من وزير العدل بعد أخذ رأي رئيس محكمة النقض وموافقة مجلس القضاء الأعلى. وندبهم للعمل بهذا الجهاز لا يُسقِط عنهم صفتهم القضائية التي كانوا قد حصلوا عليها عندما تم تعيين في وظائفهم بقرار جمهوري.

## التعيين فيها
يُشترَط لتولي أية وظيفة بالنيابة العامة، نفس الشروط العامة لتولي الوظائف القضائية في مصر، والتي نصّت عليها المادة 38 من قانون السلطة القضائية المصري؛ وهي:
1. أن يكون متمتعاً بجنسية جمهورية مصر العربية.[49][50][51]
2. أن يكون كامل الأهلية المدنية.[49][50][51]
3. ألا تقل سنه عن 30 سنة إذا كان التعيين بالمحاكم الابتدائية، أو عن 40 سنة إذا كان التعيين بمحاكم الاستئناف، أو عن 43 سنة إذا كان التعيين بمحكمة النقض.[49][50][51]
4. أن يكون حاصلاً على إجازة الحقوق (ليسانس حقوق) من إحدى كليات الحقوق بالجامعات المصرية، أو على شهادة أجنبية معادلة لها بشرط نجاحه في امتحان المعادلة طبقاً للقوانين واللوائح الخاصة بذلك.[49][50][51]
5. ألا يكون قد حُكِمَ عليه من المحاكم أو مجالس التأديب لأمر مُخلّ بالشرف، حتى ولو كان قد رُدّ إليه اعتباره.[49][50][51]
6. أن يكون محمود السيرة وحسن السُمعة.[49][50][51]

وتُقبَل للتعيين، في أجهزة النيابة العامة، الفئات التالية:
1. رجال النيابة العامة الذين تتم ترقيتهم من درجة وظيفية أدنى إلى درجة أعلى.[51]
2. أعضاء مجلس الدولة.[51]
3. أعضاء هيئة قضايا الدولة.[51]
4. أعضاء النيابة الإدارية.[51]
5. المشتغلون بالتدريس في كليات الحقوق المصرية أو بتدريس القانون في جامعات مصر.[51]

يكون تعيين النائب العام بقرار من رئيس الجمهورية من بين نواب رؤساء محاكم الاستئناف أو قضاة محكمة النقض أو المحامين العامين الأُوَّل، على الأقل. ويستطيع النائب العام أن يطلب رجوعه للعمل بالقضاء مرة أخرى، وفي هذه الحالة، تكون أقدميته بين زملائه بما كانت عليه عند تعيينه نائباً عاماً، ويحتفظ بمرتبه وبدلاته التي كان يحصل عليها عند عمله كنائب عام. ويتم تعيين النائب العام المساعد والمحامي العام الأول وباقي أعضاء النيابة العامة بقرار من رئيس الجمهورية، بعد أخذ رأي مجلس القضاء الأعلى، سواء كان التعيين لا ينطوي على ترقية وظيفية أو كان قد انطوى على ترقية أو كان من غير رجال القضاء ولا النيابة العامة.
وبالنسبة للتعيين في وظيفة المحامي العام، فإنه لا يجوز إلا لمن توافرت فيه شروط التعيين في وظيفة قاض بمحاكم الاستئناف، عدا شرط بلوغ سن الأربعين، ويعتبر تاريخ موافقة مجلس القضاء الأعلى هو تاريخ التعيين أو الترقية. وبالإضافة إلى الشروط العامة، يُشترَط قيمن يتولى وظيفة مساعد نيابة ألا تقل سنه عن 21 سنة، كما يُشترَط فيمن يتولى وظيفة معاون نيابة ألا يقل سنه عن 19 سنة.

ولكي يصلح من تم قبول تعيينه بالنيابة العامة، لمباشرة مهامه الوظيفية، يجب أن يصدر قرار جمهوري بتعيينه، ثم يقوم العضو المُعيَّن بحلف اليمين التي قررتها المادة 120 من قانون السلطة القضائية المصري؛ والتي نصّها: 
| النيابة العامة (مصر) | أقسم بالله العظيم أن أحكم بين الناس بالعدل، وأن أحترم القوانين. | النيابة العامة (مصر) |

على أن يتم حلف اليمين أمام وزير العدل المصري بحضور النائب العام. أما بالنسبة لأداء النائب العام لليمين عند تعيينه، فيتم أمام رئيس الجمهورية شخصياً.

## ملحوظات
1. ↑  ومن هذه الأحوال: جرائم النقد، فيجوز للنيابة العامة فيها أن تتصالح مع المتهم. وهذا ما حدث فعلاً في مارس 2012، حينما تصالحت النيابة العامة مع جمال مبارك، نجل الرئيس المصري الأسبق حسني مبارك، في قضية اتهامه بالحصول على 3 ملايين جنيه باستغلال نفوذه، وذلك بعد قام برد المبلغ. انظر في ذلك:
محمود المملوك (25 يوليو 2012). "مفاجأة بالوثائق.. النيابة العامة تتصالح مع جمال مبارك لأول مرة في قضايا الفساد «الديب» سدد شيكات بـ3 ملايين جنيه في قضية تعيين ابن المخلوع عضوا بالبنك المركزي". اليوم السابع. مؤرشف من الأصل في 2021-03-16. اطلع عليه بتاريخ 2013-04-16.
"النيابة تتصالح مع جمال مبارك في قضية فساد بعد سداده 3 ملايين جنيه". الوطن. 25 يوليو 2012. مؤرشف من الأصل في 2017-02-02. اطلع عليه بتاريخ 2013-04-16.
2. ↑  من هذه الأحوال، ما نصّت عليه الفقرة الأولى من المادة 339 من قانون الإجراءات الجنائية المصري بقولها: «إذا ثبت أن المتهم غير قادر على الدفاع عن نفسه بسبب عاهة في عقله طرأت بعد وقوع الجريمة، يوقف رفع الدعوى عليه أو محاكمته حتى يعود إلى رشده».
3. ↑  تعبير «تحريك الدعوى الجنائية» هو التعبير الذي ظلت محكمة النقض المصرية تستخدمه في أحكامها بمعنى مباشرة أولى إجراءات التحقيق في الدعوى. انظر في ذلك: الإجراءات الجنائية، أ.د. محمد زكي أبو عامر، دار الجامعة الجديدة، 2013، الإسكندرية، ص 248
4. ↑  مبدأ الملاءمة: يعني أن تكون للنيابة العامة السلطة التقديرية في عدم تحريك الدعوى الجنائية تجاه الحالات التي يُعتقَد فيها أنه من مصلحة المجتمع عدم تطبيق العقوبة على المتهم. ويعتقد أنصار هذا المبدأ أنه لا يخلّ بواجب الدولة في تطبيق القانون الجنائي؛ لأن واجب الدولة ليس تطبيق القانون بصورة عمياء على الكافة، بل تطبيقه بأية صورة تستهدف حماية المجتمع. أيضاً، يعتقد أنصار المبدأ أنه لا يخلّ بالمساواة أمام القانون؛ لأن المساواة، في اعتقادهم، ليست بوحدة العقوبة على جميع من قاموا بنفس الجريمة، بل هي بتطبيق نص القانون مع مراعاة الظروف والدوافع الخاصة بكل مجرم. ومن أهم الدول التي تعمل نياباتها بهذا المبدأ: مصر، وفرنسا. انظر في ذلك: الإجراءات الجنائية، أ.د. محمد زكي أبو عامر، دار الجامعة الجديدة، 2013، الإسكندرية، هامش ص 249
5. ↑  مبدأ الشرعية: يعني التزام النيابة العامة بتحريك الدعوى الجنائية وجوباً تجاه أية جريمة تعلم النيابة العامة بوقوعها. والفكرة من هذا المبدأ أنه يعد أداءً لواجب الدولة في تطبيق القانون الجنائي، بالإضافة إلى كونه مظهراً من مظاهر المساواة أمام القانون. ومن أهم الدول التي تعمل نياباتها بهذا المبدأ: إيطاليا، وألمانيا. انظر في ذلك: الإجراءات الجنائية، أ.د. محمد زكي أبو عامر، دار الجامعة الجديدة، 2013، الإسكندرية، هامش ص 249
6. ↑  بمقتضى القانون رقم 142 لسنة 2006، تم استبدال عبارة «بعد موافقة مجلس القضاء الأعلى» بعبارة «وبعد أخذ رأي مجلس القضاء الأعلى».